# Pescăruș râzător
Pescărușul râzător (Larus cachinnans) este un pescăruș mare care face parte din familia Laridae și este înrudit cu pescărușul cu picioare galbene (Larus michahellis). Denumirea științifică provine din latină. Larus pare să se fi referit la un pescăruș sau altă pasăre de mare, iar cachinnans înseamnă „râs”, de la cachinnare „a râde”.